# Abraham Gensreff
Abraham Gensreff (* 18. Dezember 1577 in Radeburg; † 1. September 1637 in Freiberg) war ein lutherischer Theologe und Komponist. 

## Leben
Der Vater, David Gensreff, war Pfarrer in Radeburg, die Mutter Brigitta eine Tochter des Radeburger Bürgermeisters Johann Pirner. Der Enkel von Abraham Gensreffs Schwester Rebekka war der Lyriker David Schirmer.
Nach dem Schulbesuch in Radeburg setzte Gensreff seine Bildung in der Dresdner Hofkapelle fort, wo er sechs Jahre lang Kapellknabe unter Kurfürst Christian I. und dem Kuradministrator Friedrich Wilhelm war.  
Am 23. Mai 1594 wurde er Schüler an der Meißener Landschule, dort blieb er bis 1599. Anschließend schickten ihn seine Eltern an die Universität Wittenberg. Dort studierte Gensreff insgesamt sechs Jahre, davon fünf als kurfürstlicher Stipendiat. Einer seiner wichtigsten Lehrer war der Poet Friedrich Taubmann. 1603 erlangte er den Magistergrad. Neben der Dichtung, für die er 1616 mit dem Dichterkranz gekrönt wurde, widmete er sich dem Komponieren und der Musikausübung. Zudem studierte er Theologie unter den Professoren Ägidius Hunnius, Salomon Gesner, David Runge, Georg Mylius und Leonhard Hutter.  
Nachdem er am 6. Dezember 1604 die Universität verlassen hatte, diente Gensreff zunächst bei seinem Vater, bevor er Präzeptor des Sohnes von Günther von Bünau zu Radeburg wurde. Nach dem Tod seines Vaters 1606 wurde er auf die verwaiste Pfarrstelle berufen.  
1607 heiratete Gensreff Magdalena Ußlaub, Tochter des kurfürstlich-sächsischen Kunstkämmerers David Ußlaub, mit der er vier Kinder zeugte, von denen ihn ein Sohn und zwei Töchter überlebten.  
1611 wurde er zum Pfarrer in Döbeln berufen, bevor er 1613 Superintendent in Freiberg wurde. Die Investitur erfolgte 1614 durch Matthias Hoë von Hoënegg. Als Superintendent war es ihm ein Anliegen, in der Stadt Friede und Einigkeit zu erhalten. Zudem sorgte er für die Versorgung sozial Bedürftiger und half Exulanten. Nach dem Tod Magdalenas am 18. Oktober 1621 heiratete er 1624 Marie, die Witwe des Superintendenten zu Grimma, Johann Albert.  
Beim Einfall des kaiserlichen Heeres in Freiberg 1632 unter Franz Wilhelm Mohr von Waldt wurde Gensreff nach Böhmen verschleppt, konnte aber wieder ausgelöst werden. Im Alter war er von Schlaganfällen befallen, welche das Gedächtnis beeinträchtigten (paroxysmus apoplecticus). Das Predigen fiel ihm deshalb zunehmend schwer, so dass er es einstellen musste. Nach einem Gottesdienstbesuch starb er in seinem Studierzimmer an den Folgen eines Schlaganfalls.

## Werke
Von Gensreff sind vor allem Leichenpredigten überliefert. Daneben sind auch poetische Werke zu greifen. Außerdem nahm er teil an einer Sammelkomposition zu Psalm 116, die von Burkhard Großmann veranstaltet wurde (Angst der Hellen und Friede der Seelen, 1623)
- Mons Domini Sanctus Frauensteinensis: Der heilige Berg Gottes zu Frawenstein: Das ist: Eine Christliche Predigt/In der renovirten Schloß-Capellen zum Frawenstein/ : Aus dem 24. Psalm Davids: Gehalten/Im Jahr/M.DC.XV. den IX. Februar, Freiberg 1615
- Metallicus Spiritualis, Geistlicher Bergkman/Das ist: Eine Christliche Leichpredigt/uber den 121. Psalm Davids: Bey dem Christlichen Begraebnueß/des weyland ... Martin Weigels/Churf. Saechs. OberBergkmeisters: Welcher Anno 1618. den 4. Augusti ... entschlaffen, Freiberg 1618
- Vera Corona Mariti, Eheliche Mannes Krohne ... bey den Hochzeitlichen Ehrenfrewden/Des ... M. David Schirmers/Substitutens, und ... designirten Successoris zu Pappendorff/Und Der ... Barbara, Des auch Ehrwürdigen ... Georg Wagners ... Eheleiblichen Tochter ... In der Kirchen daselbst/den 18. Octobris 1620, Freiberg 1620, (Digitalisat)
- Trias Anagrammatum Viro Reverendo, Clarissimo, Praestantissimo Domino M. Abrahamo Gensreff, Poetae Laureato Caesareo, Pastori & Superintendenti Freibergensis Ephoriae dignissimo, Musarum Cultori & Fautori celeberrimo : Diem lustricum suum 49. ispis Abrahami Onomasteriis, die XX. Decembr. Anno 1625. felicissime peragenti ; Natalitiorum loco & in observantiae signum oblata, Freiberg 1625
- Mortis Cupressetum: Vitae Lauretum. Pars Prima. Das ist: Der Erste Theil Christlicher Leichpredigten : den selig Verstorbenen zum Gedächtnis/den noch Lebendigen zu nützlichem Unterricht / bey Ehrlicher Sepultur frommer Christen/Gehalten/und in Druck verfertiget: Von M. Abraham Genßreffen/Pfarrern und Superintendenten zu Freybergk, Leipzig, 1628
- Carmen Seculare, Cum Augstana Confessio Natalem celebraret Centesimum & Iubilaeum I. At Christianum CIS. IS. CXXX. Reverendos, pietate & doctrina conspicuos viros, Dominos Collegas, Pastores & Diaconos Dioeces: Fribergensis, Amicos & Fratres suos in Christo dilectos & honorandos ad solennem Festi Iubilaei celebrationem, 25. 26. & 27. d. Iun. suscitans, Freiberg 1630